# He Yingqiang
He Yingqiang est un haltérophile chinois, médaillé olympique à deux reprises (en 1988 et 1992).
Il a enlevé un record du monde en 1988 en arrachant 133,5 kg dans la catégorie des moins de 56 kg. Ce record est resté jusqu'au 4 novembre 2001, où l'athlète turc Halil Mutlu a arraché 138,5 kg.
Il a obtenu la médaille d'argent à Séoul en 1988 dans la catégorie poids coq (moins de 56 kilos), puis celle de bronze à Barcelone en 1992 dans la catégorie poids plume (moins de 60 kilos).
Il est également troisième à trois reprises et deuxième à deux reprises lors de championnats du monde entre 1985 et 1991, ainsi que premier lors de deux jeux asiatiques.